# Vihvelöjärvet
Vihvelöjärvet är varandra näraliggande sjöar i Gällivare kommun i Lappland som ingår i Råneälvens huvudavrinningsområde.
- Vihvelöjärvet (Gällivare socken, Lappland, 742054-170266), sjö i Gällivare kommun, 66°48′52″N 20°25′09″Ö / 66.8145°N 20.4192°Ö
- Vihvelöjärvet (Gällivare socken, Lappland, 742085-170264), sjö i Gällivare kommun, 66°49′02″N 20°25′09″Ö / 66.8173°N 20.4192°Ö